# 上堀站
上堀站（日语：／ Kamihori eki */?）是隸屬於富山地方鐵道的鐵路車站，座落於富山縣富山市。本站現時為無人站。

## 歷史
- 1921年4月25日：隨富山縣營鐵道投入服務而開業。
- 1943年1月1日：富山縣內各鐵道公司整合，併入富山地方鐵道內。
- 2012年7月28日：一列於14:40入站、開往電鐵富山站的普通列車於站內發生脫軌事故，幸並沒有任何乘客受傷[1]

## 利用人數
| 乘車人員推算 | 乘車人員推算 | 乘車人員推算 |
| 年度         | 1日平均人數  |              |
| ------------ | ------------ | ------------ |
| 2004年       | 121          |              |
| 2005年       | 123          |              |
| 2006年       | 126          |              |
| 2007年       | 126          |              |
| 2008年       | 129          |              |
| 2009年       | 129          |              |
| 2010年       | 133          |              |
| 2011年       | 137          |              |

## 相鄰車站
富山地方鐵道
■上瀧線
朝菜町（T62）－上堀（T63）－小杉（T64）

## 外部連結
- 富山地方鐵道上堀站公式網頁。 （页面存档备份，存于）（日語）